# Big E
Ettore Ewen (né le 1er mars 1986 à Tampa) est un catcheur (lutteur professionnel) américain. Il travaille actuellement à la World Wrestling Entertainment, dans la division SmackDown, sous le nom de Big E.
Il a été joueur de football américain au lycée, et fait partie de l'équipe de lutte, ce qui lui a permis d'avoir une bourse à l'université de l'Iowa. Après l'université, il a continué le sport en faisant de la force athlétique et devient champion des États-Unis de powerlifting.
En 2009, il devient catcheur après avoir signé un contrat avec la WWE. Au cours de sa carrière, il remporte le championnat de la NXT ainsi que le championnat intercontinental avant de former avec Xavier Woods et Kofi Kingston l'équipe The New Day, de devenir 2 fois champion par équipe de la WWE et 6 fois champion par équipe de SmackDown.

## Jeunesse
Il est né à Tampa en Floride, de parents d'origine jamaïcaines et de l'île de Montserrat. Il est un fan de catch depuis l'enfance et cite Bill Goldberg, Vader et Ron Simmons comme étant ses idoles. Au lycée, il fait partie de l'équipe de football américain où il est defensive lineman en plus d'être dans l'équipe de lutte jusqu'à sa dernière année de lycée. En tant que lutteur, il remporte le championnat de l'état de Floride dans la catégorie des plus de 215 lb (98 kg).
En 2004, il obtient une bourse de l'université de l'Iowa où il continue le football. Mais après une saison en tant que remplaçant, il enchaine les blessures en se déchirant les ligaments croisés antérieurs des deux genoux, se fracture la rotule droite et se déchire les muscles pectoraux en moins de deux ans et demi. Il quitte l'université après avoir obtenu un bachelor en arts.

## Carrière

### World Wrestling Entertainment (2009-…)

#### Débuts et formation à la FCW puis à la NXT (2009-2012)
Ewen signe un contrat avec la World Wrestling Entertainment (WWE) en 2009. Il rejoint la Florida Championship Wrestling (FCW), le club-école de la WWE où il lutte sous le nom de Big E Langston. Il fait son premier combat le 5 novembre avant l'enregistrement des émissions de la FCW des semaines suivantes où il perd face à Bo Rotundo.
Il commence à être mis en valeur au printemps 2011 quand il remporte le championnat par équipes de Floride de la FCW avec Calvin Raines le 12 mai après leur victoire face à Richie Steamboat et Seth Rollins. Leur règne prend fin durant l'enregistrement de l'émission du 21 août après leur défaite face à CJ Parker et Donny Marlow.
Il reste à la FCW jusqu'à sa fermeture à l'été 2012 et rejoint la NXT qui remplace la FCW.
Langston lutte pour la première fois à NXT le 1er août 2012 où il bat rapidement Adam Mercer. Il reste invaincu.
Le 2 janvier 2013, Langston intervient pour mettre fin aux attaques de The Shield contre des catcheurs venus en aide à Corey Graves. Dusty Rhodes qui est manager général de la NXT décide alors que Seth Rollins, qui est un des membres de The Shield, va défendre son titre de champion de la NXT face à Langston la semaine suivante. Ils s'affrontent dans un match sans disqualification et Langston parvient à vaincre Rollins malgré l'intervention de The Shield.

#### Débuts dans les émissions principales (2013-2014)

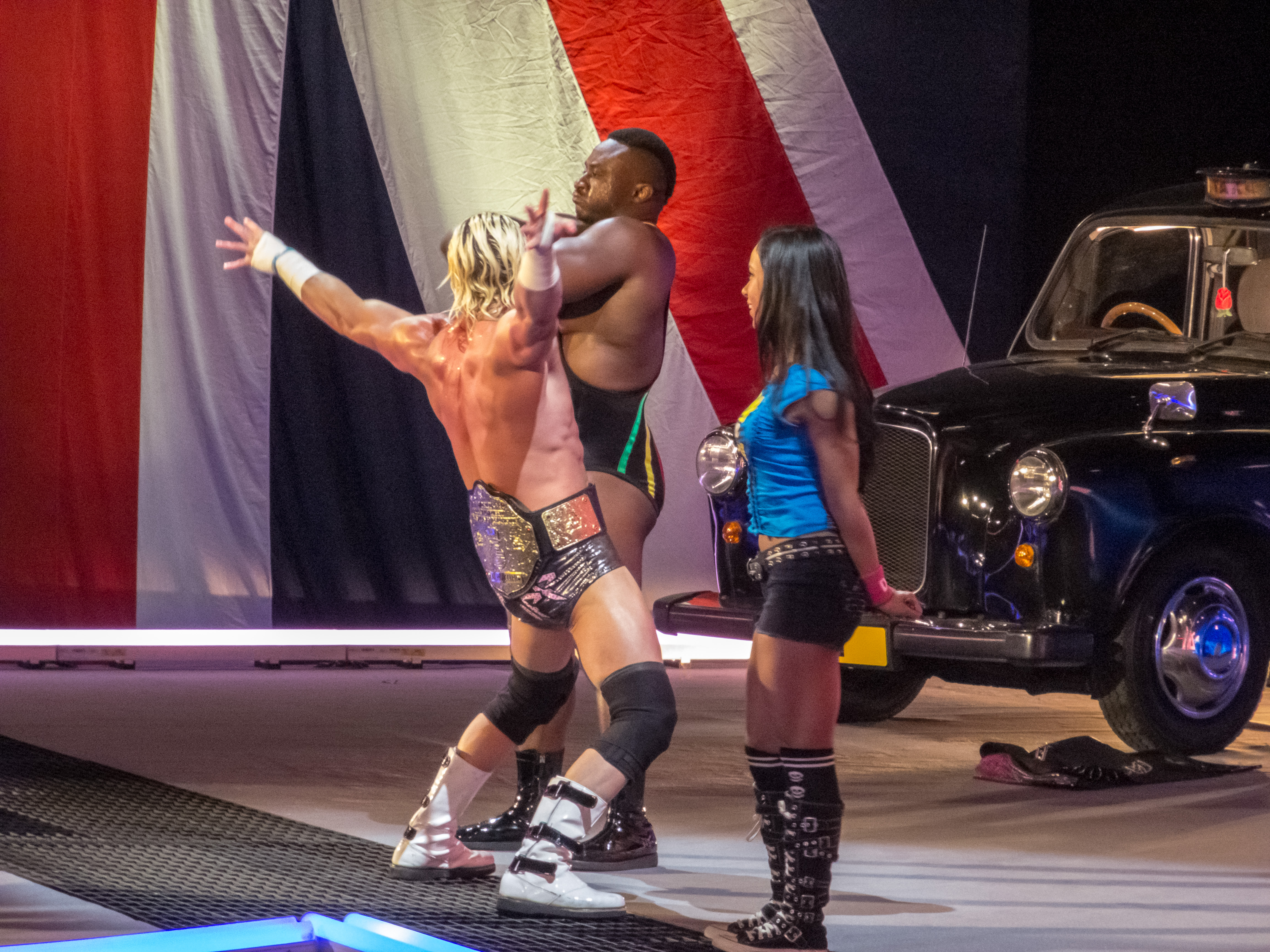
Big E à Raw en avril 2013 avec Dolph Ziggler et AJ Lee.

Langston fait ses débuts télévisés à la fin de 2012, lors du Raw des Slammy Awards le 17 décembre, en tant que heel, en intervenant lors du match par équipes opposant John Cena et Vickie Guerrero à Dolph Ziggler et AJ Lee, en attaquant John Cena sur demande d'AJ.
Il devient alors le garde du corps de Dolph Ziggler et d'AJ, en les aidant dans leurs rivalités. Son premier match a lieu lors du plus grand show de l'année, à WrestleMania 29 le 7 avril 2013, où il fait équipe avec Dolph Ziggler pour affronter la Team Hell No pour les championnats par équipes. Ils ne parviennent cependant pas à remporter les titres. Par la suite, Langston fait quelques matchs en solo durant les mois suivants, mais reste toujours garde du corps de Ziggler, et reste accompagné par AJ Lee durant ses matchs.
Après que Dolph Ziggler est devenu face, son alliance avec Langston et AJ prend fin. Lors de SummerSlam, il perd avec AJ contre Kaitlyn et Ziggler.
Après une série de matchs en tant que heel durant les mois suivants, Langston devient face, en aidant CM Punk dans sa rivalité avec Ryback et Curtis Axel.
Lors de Hell in a Cell, il bat par décompte à l'extérieur le Champion des États-Unis Dean Ambrose, mais ne remporte donc pas le titre. Il débute ensuite une rivalité contre le champion Intercontinental Curtis Axel, contre qui il remporte le titre lors de Raw le 18 novembre, décrochant donc son premier titre à la fédération, en moins d'un an. Il parvient à conserver la ceinture six jours plus tard, lors des Survivor Series, face à ce dernier, puis lors de TLC face à Damien Sandow.
Le 26 janvier 2014, il participe au Royal Rumble Match du Royal Rumble. Il entre en 29e position, mais sera éliminé par Sheamus.
Lors de Elimination Chamber, il bat Jack Swagger et conserve son titre.
Lors de Extreme Rules, il perd son titre Intercontinental face à Bad News Barrett.
Lors de Payback, il perd contre Alexander Rusev. À Money in the Bank, il perd face au même adversaire.

#### The New Day (2014-2024)

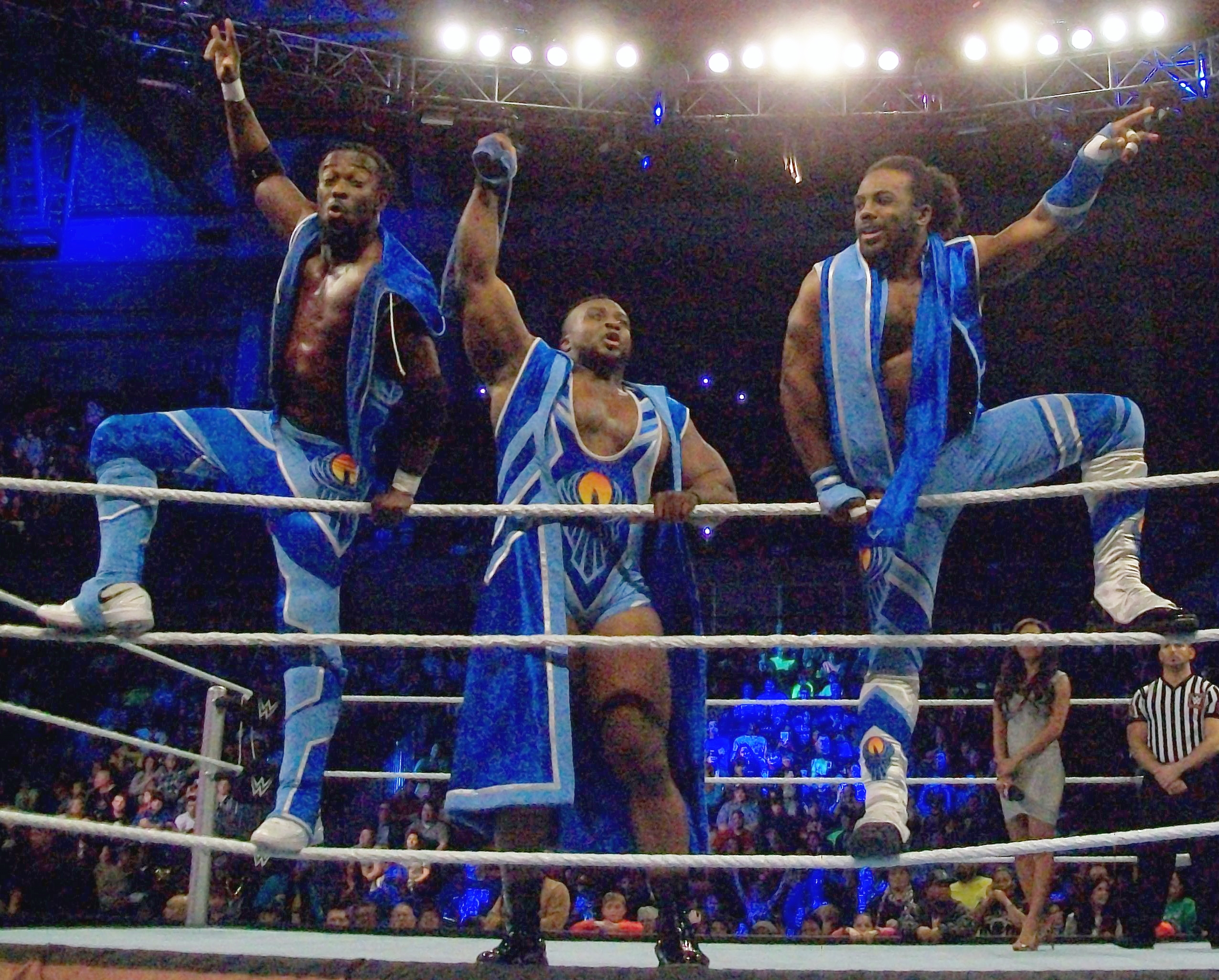
Big E (au milieu) avec Kofi Kingston (à gauche) et Xavier Woods (à droite) en 2015.

Le 21 juillet 2014 à Raw, Kofi Kingston et lui perdent face à Ryback et Curtis Axel. Après le combat, Xavier Woods fait son apparition et annonce vouloir se joindre aux deux hommes. Le 22 juillet lors de WWE Main Event, le nouveau trio fait ses débuts en battant Heath Slater et Titus O'Neil.
Le 26 avril 2015 à Extreme Rules, Kofi Kingston et lui deviennent les nouveaux champions par équipe de la WWE en battant Cesaro et Tyson Kidd, remportant les titres pour la première fois de leurs carrières. Le 17 mai à Payback, ils conservent leurs titres en battant leurs mêmes adversaires. Le 31 mai à Elimination Chamber, ils conservent leurs titres en battant The Ascension, The Prime Time Players, The Lucha Dragons, Los Matadores, Cesaro et Tyson Kidd dans un Elimination Chamber Match. Le 14 juin à Money in the Bank, Xavier Woods et lui perdent face aux Prime Time Players, ne conservant pas leurs titres.
Le 19 juillet à Battleground, Kofi Kingston et lui ne remportent pas les titres par équipe de la WWE, battus par les Prime Time Players. Le 23 août à SummerSlam, ils redeviennent champions par équipe de la WWE en battant les Prime Time Players, les Lucha Dragons et Los Matadores dans un Fatal 4-Way Tag Team Match, remportant les titres pour la seconde fois. Le 20 septembre à Night of Champions, ils perdent face aux Dudley Boyz par disqualification, à la suite d'une intervention extérieure de Xavier Woods, mais conservent leurs titres.
Le 24 janvier 2016 au Royal Rumble, ils conservent leurs titres en battant les Usos. Le 12 mars à Roadblock, ils conservent leurs titres en battant League of Nations (Sheamus et King Barrett).
Le 3 avril à WrestleMania 32, ils perdent face à Legue of Nations (Sheamus, Rusev et Alberto Del Rio) dans un 6-Man Tag Team Match. Le 22 mai à Extreme Rules, ils conservent leurs titres en battant The Vaudevillains (Aiden English et Simon Gotch). Le 19 juin à Money in the Bank, ils conservent leurs titres en battant The Vaudevillains, Enzo Amore, Big Cass et les Good Brothers dans un Fatal 4-Way Tag Team Match.
Le 24 juillet à Battleground, ils perdent face à la Wyatt Family dans un 6-Man Tag Team Match. Le 21 août à SummerSlam, ils perdent face aux Good Brothers par disqualification, mais conservent leurs titres. Le 25 septembre à Clash of Champions, ils conservent leurs titres en battant les Good Brothers.
Le 30 octobre à Hell in a Cell, ils perdent face à The Bar par disqualification, mais conservent leurs titres. Le 20 novembre aux Survivor Series, la team Raw (Enzo Amore, Big Cass, The Bar, les Good Brothers, les Shining Stars et eux) bat la team SmackDown (Heath Slater, Rhyno, les Usos, les Hype Bros et American Alpha) dans un 10-on-10 Traditional Survivor Series Elimination Tag Team Match. Le 18 décembre à Roadblock: End of the Line, ils perdent face à The Bar, ne conservant pas leurs titres, mettant ainsi fin à un règne de 484 jours.
Le 29 janvier 2017 au Royal Rumble, il entre dans le Royal Rumble masculin en 14e position, mais se fait éliminer par Cesaro et Sheamus.
Le 23 juillet à Battleground, ils deviennent les nouveaux champions par équipe de SmackDown en battant les Usos. Le 20 août lors du pré-show à SummerSlam, ils perdent face aux Usos, ne conservant pas leurs titres. Le 12 septembre à SmackDown Live, ils redeviennent champions par équipe de SmackDown en battant les Usos dans un Street Fight Match.
Le 8 octobre à Hell in A Cell, ils perdent face aux Usos dans un Hell in a Cell Match, ne conservant pas leurs titres. Le 19 novembre aux Survivor Series, ils perdent face au Shield dans un 6-Man Tag Team Match. Le 17 décembre à Clash of Champions, ils ne remportent pas les titres par équipe de SmackDown, battus par les Usos dans un Fatal 4-Way Tag Team Match, qui inclut également Rusev Day (Rusev et Aiden English), Chad Gable et Shelton Benjamin.
Le 23 janvier 2018 lors de Mixed Match Challenge, Carmella et lui perdent face à The Miz et Asuka. Le 28 janvier au Royal Rumble, il entre dans le Royal Rumble masculin en 9e position, mais se fait éliminer par Jinder Mahal. Le 11 mars à Fastlane, leur match face aux Usos, pour les titres par équipe de SmackDown, se termine en No Contest, à la suite de l'attaque des Bludgeon Brothers sur les deux équipes.
Le 7 avril à WrestleMania 34, Kofi Kingston et lui ne remportent pas les titres par équipe de SmackDown, battus par les Bludgeon Brothers dans un Triple Threat Tag Team Match, qui inclut également les Usos. Le 27 avril au Greatest Royal Rumble, il entre dans le Royal Rumble Match en 31e position, mais se fait éliminer par le futur gagnant, Braun Strowman.
Le 15 juillet lors du pré-show à Extreme Rules, ils perdent face à SAnitY dans un Tables match. Le 19 août à SummerSlam, Xavier Woods et lui battent les Bludgeon Brothers par disqualification, mais ne remportent pas les titres par équipe de SmackDown. Le 21 août à SmackDown Live, ses frères redevienent champions par équipe de SmackDown en battant les Bludgeon Brothers dans un No Disqualification Match. Le 16 septembre à Hell in a Cell, Kofi Kingston et lui conservent leurs titres en battant The Rusev Day (Rusev et Aiden English.
Le 16 octobre à SmackDown Live 1000, Xavier Woods et lui perdent face à The Bar, ne conservant pas leurs titres. Le 2 novembre à Crown Jewel, Kofi Kingston et lui ne remportent pas les titres par équipe de SmackDown, battus par The Bar. Le 18 novembre lors du pré-show aux Survivor Series, l'équipe SmackDown (les Usos, SAnitY, The Club (les Good Brothers), The Colóns, Xavier Woods et lui) perd face à l'équipe Raw (Bobby Roode, Chad Gable, les Revival, la B-Team, Lucha House Party et The Ascension) dans un 10-on-10 Traditional Survivor Series Man's Elimination Tag Team Match.
Le 27 janvier 2019 au Royal Rumble, il entre dans le Royal Rumble masculin en 5e position, mais se fait éliminer par Samoa Joe. Le 10 mars lors du pré-show à Fastlane, Xavier Wodods et lui battent Rusev et Shinsuke Nakamura. Le 26 mars à SmackDown Live, Xavier Woods et lui gagnent le Tag Team Gauntlet Match en battant successivement Luke Gallows et Karl Anderson, Shinsuke Nakamura et Rusev (accompagné de Lana), The Bar, les Usos (par forfait), Daniel Bryan et Erick Rowan, permettant ainsi à leur partenaire Kofi Kingston d'obtenir un match pour le titre de la WWE à WrestleMania 35. Après leur victoire, les membres du New Day sont félicités et applaudis par les Superstars Faces du roster.
Souffrant d'une déchirure du ménisque, il s'absente des rings pendant deux mois. Le 11 juin à SmackDown Live, il est de retour au show bleu, plus en forme que jamais. Ses frères et lui battent Dolph Ziggler, Kevin Owens et Sami Zayn dans un 6-Man Tag Team Match. Le 23 juin à Stomping Grounds, Xavier Woods et lui perdent face à Kevin Owens et Sami Zayn.
Le 14 juillet à Extreme Rules, Xavier Woods et lui deviennent, pour la quatrième fois, Champions par équipe de SmackDown, en battant Rowan, Daniel Bryan et Heavy Machinery dans un Triple Threat Tag Team Match. Le 15 septembre à Clash of Champions, Xavier Woods et lui perdent face aux Revival, ne conservant pas leurs titres.
Le 4 octobre à SmackDown, Kofi Kingston perd face à Brock Lesnar en moins de 10 secondes, ne conservant pas son titre, ce qui met fin à son règne de 179 jours. Le 8 novembre à SmackDown, Kofi Kingston et lui deviennent, pour la cinquième fois champions par équipe de SmackDown en battant The Revival. Le 24 novembre aux Survivor Series, Kofi Kingston et lui perdent le Champion vs Champion vs Champion Triple Threat Tag Team Match face aux Viking Raiders, qui inclut également l'Undisputed Era. Le 15 décembre à TLC, ils conservent leurs titres en battant les Revival dans un Ladder Match.
Le 26 janvier 2020 au Royal Rumble, il entre dans la Royal Rumble masculin en 8e position, mais se fait éliminer par Brock Lesnar. Le 27 février à Super ShowDown, ils perdent face à John Morrison et The Miz, ne conservant pas leurs titres.
Le 4 avril à WrestleMania 36, Kingston ne remporte pas les titres par équipe de SmackDown, perdant le Triple Threat Ladder Match face à John Morrison qui conserve les titres, ce match incluant également Jimmy Uso. Le 17 avril à SmackDown, il permet au New Day de devenir, pour la sixième fois, champions par équipe de SmackDown en battant le Miz et Jey Uso dans un Triple Threat Match. Le 10 mai à Money in the Bank, ils conservent leurs titres en battant Lucha House Party, le Miz, John Morrison et The Forgotten Sons dans un Fatal 4-Way Tag Team Match.
Le 19 juillet à Extreme Rules, ils perdent face à Cesaro et Shinsuke Nakamura dans un Tables Match, ne conservant pas leurs titres. Le 24 juillet à SmackDown, Kofi Kingston annonce être blessé et l'encourage a s'illustrer en solo (étant donné que ses deux partenaires ne peuvent pas combattre). Le 30 août à Payback, il bat Sheamus.
Le 9 octobre à SmackDown, il bat Sheamus dans un Falls Count Anywhere Match. Plus tard dans la soirée, après la victoire de Kofi Kingston et Xavier Woods face à Cesaro et Shinsuke Nakamura pour les titres par équipe de SmackDown, Stephanie McMahon annonce, lors du dernier round du Draft, que les champions par équipe du show bleu sont transférés à Raw, tandis qu'il reste à SmackDown de son côté, ce qui provoque la séparation du trio.

#### Double Champion Intercontinental de la WWE (2020-2021)
Le 20 décembre lors du pré-show à TLC, Daniel Bryan, Otis, Chad Gable et lui battent King Corbin, Cesaro, Shinsuke Nakamura et Sami Zayn dans un 8-Man Tag Team Match. Le 25 décembre à SmackDown, il redevient champion Intercontinental de la WWE en battant Sami Zayn lors d'un Lumberjack Match, remportant le titre pour la seconde fois.
Le 31 janvier 2021 au Royal Rumble, il entre dans le Royal Rumble masculin en 10e position, élimine Sami Zayn, Mustafa Ali, The Hurricane et Bobby Lashley avec l'aide de Riddle, Daniel Bryan et Christian, avant d'être lui-même éliminé par Omos. Le 21 mars à Fastlane, il conserve son titre en battant Apollo Crews.
Le 11 avril à WrestleMania 37, il perd face à Apollo Crews dans un Nigerian Drum Fight, ne conservant pas son titre.

#### Mister Money in the Bank, Champion de la WWE et Draft àRaw(2021-2022)
Le 18 juillet à Money in the Bank, il remporte la mallette, battant ainsi Drew McIntyre, John Morrison, Kevin Owens, King Nakamura, Ricochet, Riddle et Seth Rollins. Le 21 août lors du pré-show à SummerSlam, il bat Baron Corbin. Le 13 septembre à Raw, après la conservation de titre de Bobby Lashley, à la suite de sa victoire sur Randy Orton, il profite de la blessure du premier pour utiliser sa mallette sur lui, et devient le nouveau champion de la WWE en le battant, remportant le titre pour la première fois de sa carrière. Après sa victoire, Kofi Kingston et Xavier Woods le félicitent, marquant le retour du trio. Le 26 septembre à Extreme Rules, ils battent AJ Styles, Bobby Lashley et Omos dans un 6-Man Tag Team Match.
Le 1er octobre à SmackDown, lors du Draft, il est annoncé être officiellement transféré au show rouge par Adam Pearce, alors que de leur côté, Kofi Kingston et Xavier Woods sont annoncés être officiellement transférés au show bleu par Sonya Deville, ce qui marque, une nouvelle fois, la séparation du trio. Le 21 octobre à Crown Jewel, il conserve son titre en battant Drew McIntyre. Le 21 novembre aux Survivor Series, il perd face au champion Universel de la WWE, Roman Reigns, dans un Champion vs. Champion Match.
Le 1er janvier 2022 à Day 1, il perd un Fatal 5-Way Match face à Brock Lesnar, qui inclut également Bobby Lashley, Kevin Owens et Seth Rollins, ne conservant pas son titre.

#### Retour àSmackDown, blessure et départ du New Day (2022-...)
Le 29 janvier au Royal Rumble, il entre dans le Royal Rumble masculin en 26e position, mais se fait éliminer par RK-Bro (Randy Orton et Riddle). Le jour même, il est transféré à SmackDown. Le 11 mars, il souffre d'une blessure à la nuque et doit s'absenter pendant une durée indéterminée.
Il devient le temps de sa récupération un participant du panel lors des Kick Off des Premium Live Event de la WWE.
Le 2 décembre 2024 à Raw, pendant la célébration de la décennie de l'existence du groupe, il fait son retour après 2 ans et 9 mois d'absence et, dans l'attente d'avoir le feu vert pour revenir sur le ring, propose à ses deux frères de devenir leur manager, mais Kofi Kingston et Xavier Woods effectuent un Heel Turn, refusent son offre et l'excluent du groupe pour ne former qu'un duo.

## Palmarès

### Comme catcheur
- Florida Championship Wrestling
  - 1 fois FCW Florida Tag Team Champion avec Calvin Raines

- World Wrestling Entertainment
  - 1 fois champion de la WWE
  - 1 fois champion de la NXT
  - 2 fois champion Intercontinental de la WWE[105]
  - 2 fois champion par équipe de Raw (règne le plus long) - avec Kofi Kingston et Xavier Woods
  - 6 fois champion par équipe de SmackDown - avec Kofi Kingston et Xavier Woods
  - Mr. Money in the Bank (2021)
  - 34e Triple Crown Champion

### Comme participant à des concours de force athlétique
- USA Powerlifting
  - Champion de l'état de Floride de force athlétique en 2010[106]
  - Record de Floride du soulevé de terre dans la catégorie des plus de 125 kg avec 362,5 kg[107]

## Récompenses des magazines
- Pro Wrestling Illustrated
  - Équipe de l'année (2015) - avec Kofi Kingston et Xavier Woods (The New Day)

| Année | 2010 | 2011 | 2012 | 2013 | 2014 | 2015 | 2016 | 2017 | 2018 | 2019 | 2020 | 2021 | 2022 |
| ----- | ---- | ---- | ---- | ---- | ---- | ---- | ---- | ---- | ---- | ---- | ---- | ---- | ---- |
| Rang  | 402  | 215  | 265  | 33   | 24   | 44   | 38   | 59   | 70   | 72   | 101  | 13   | 9    |

## Vie privée
- Ewen est né à Tampa en Floride et est de parents afro-caribéens. Il est diplômé de Wharton lycée et a participé à la University of Iowa, où il a joué au football en tant que joueur de ligne défensive[109].

## Filmographie
- 2021 (film diffusé sur Netflix) : Escape the Undertaker, de Ben Simms. Le film produit par Netflix Interactive suit les New Day (Kofi Kingston, Big E et Xavier Woods) alors qu’ils tentent de survivre dans un manoir hanté, hanté par The Undertaker afin de revendiquer le pouvoir de sa célèbre urne[110],[111].

### Télévision
- Depuis 2019 : Lazor Wulf : Cannon Wulf (voix)